# Leptospermum nitidum
Leptospermum nitidum  (лат.) — вид цветковых растений рода Тонкосемянник (Leptospermum) семейства Миртовые (Myrtaceae).

## Ботаническое описание
Кустарник около 2 м высотой с узкими листьями около 2 см длиной. Цветки белые.

## Распространение
Эндемик Тасмании.

## История открытия
Впервые вид был описан в 1856 году английским ботаником Джозефом Гукером в The botany of the Antarctic voyage of H.M. discovery ships Erebus and Terror. III. Flora Tasmaniae на основании образцов, собранных Рональдом Ганном.

## Хозяйственное значение и применение
Выращивается как декоративное растение. Может расти в густой тени и выдерживает мороз до -7 °C. Размножение черенками и семенами. Сорт, известный как Leptospermum nitidum 'Copper Sheen', возможно, является формой тонкосемянника конического (Leptospermum turbinatum).

## Синонимика
- Leptospermum flavescens var. nitidum (Hook.f.) Rodway
- Leptospermum pubescens var. nitidum (Hook.f.) Domin[1]